# 茶漬け
茶漬け（ちゃづけ）とは、主に米飯に茶をかけた料理のことである。一般にお茶漬けと呼ばれることが多い。
炊き干しされた一般的な飯に白湯やスープ（出汁など）を合わせる食べ方は米食の慣習がある地域で広く見られるが、茶を合わせる食べ方は世界的に珍しい。茶粥は大和国の寺院で古くから食べられていたとされる。
レシピによっては、茶ではなく出汁をかけた料理や、出汁に限らず何らかのスープをかけた料理を「茶漬け」と呼ぶ場合があり、呼称には幅がある。本稿ではこれらについても記述する。

## 概要

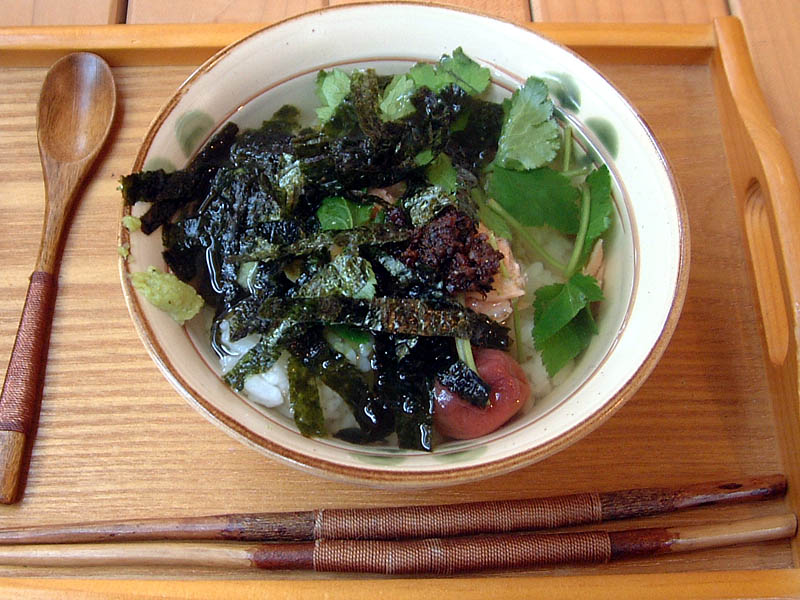
具をたっぷり乗せた茶漬け

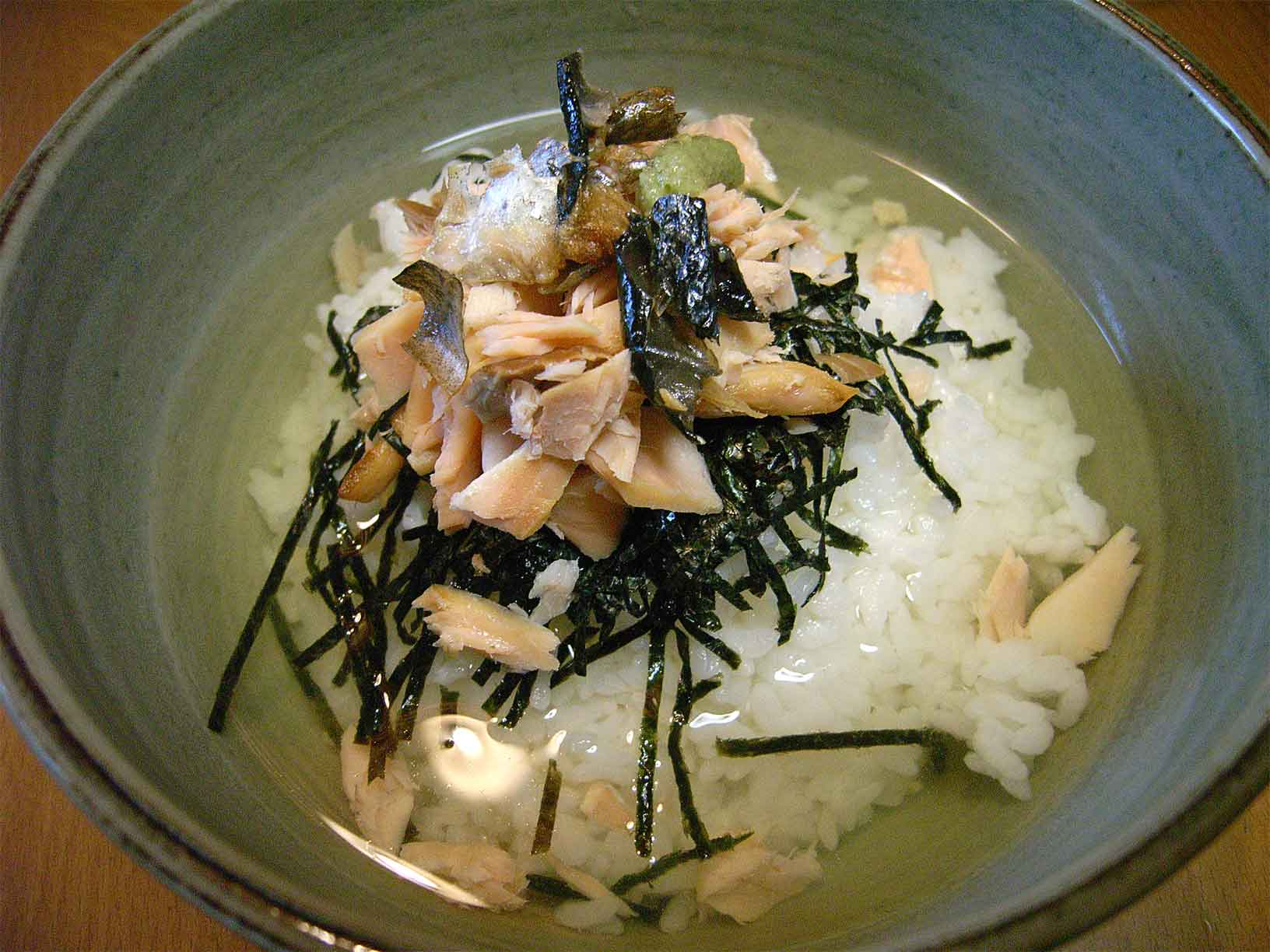
鮭を乗せた茶漬け

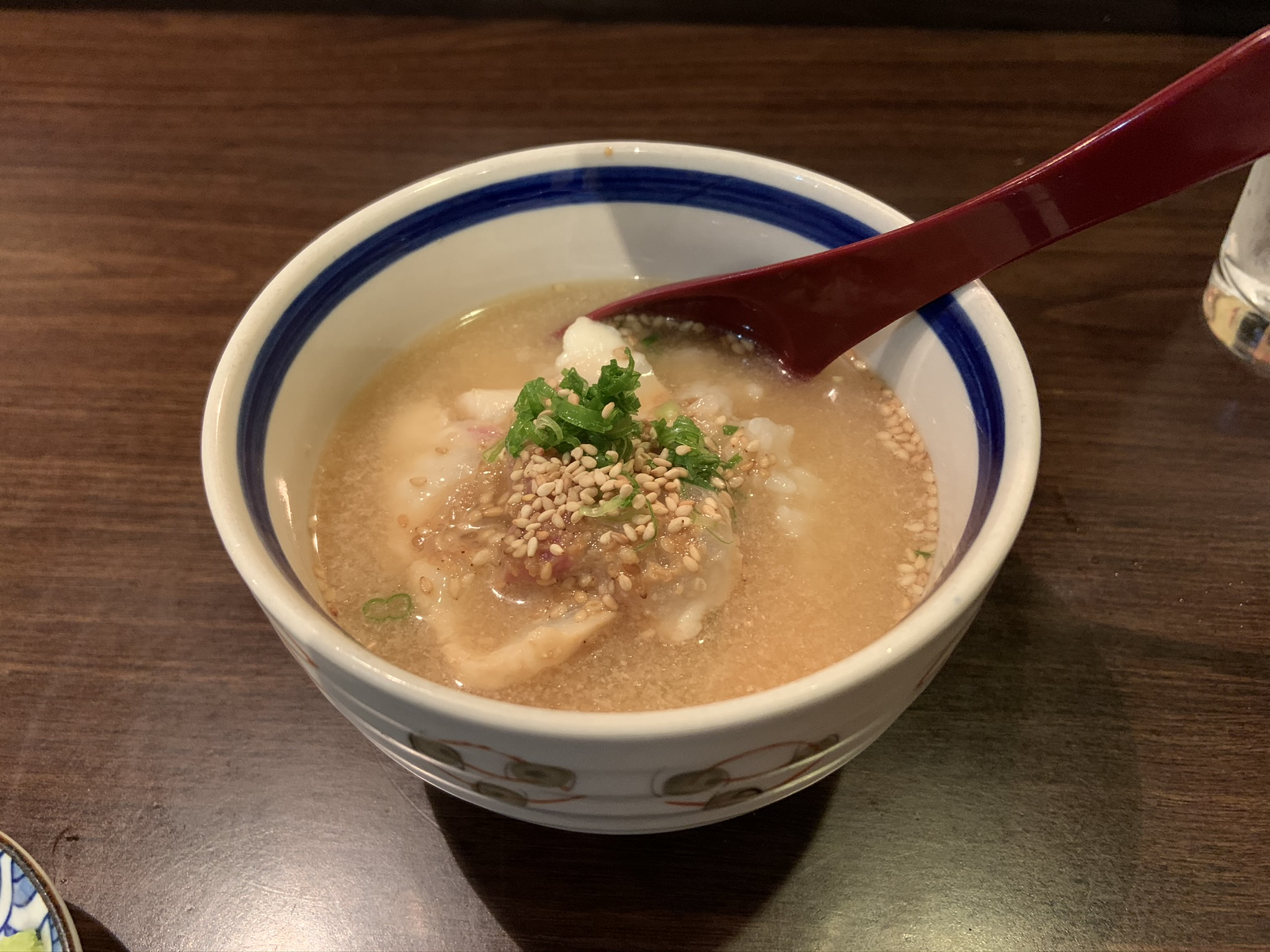
出汁をかけた鯛茶漬け

広辞苑によれば、茶漬けとは「飯に熱い茶をかけたもの。茶漬飯」とある。ここでいう「茶」とは通例日本茶をさすが、古くから日本に存在する茶を使わない茶漬けには、米飯に出汁をかけたものが挙げられる。この出汁をかけるタイプの茶漬けは、特に北越地方で好まれてきたため、出汁をかけた茶漬けには越後茶漬けという別称も存在する。
また、江戸時代の中期頃からは、茶漬けに具を乗せるのが広まった。なお、どのような具が選択されるかは完全に食べる人の好みに任せられており、例えば、梅干や漬物、鮭や海苔・佃煮・塩辛・山葵・たらこ（辛子明太子）・塩昆布・イクラ、さらには、マグロ等の刺身など、様々な食べ物を具として乗せるケースが見られる。
また、ウナギも茶漬けの具となるケースも見られるが、名古屋の名物として知られるひつまぶしのように、茶漬けを食べ方のバリエーションのひとつに取り入れた料理も見られる。

## 茶漬けの歴史
一般的には茶漬けには熱い液体（熱い茶や出汁）を使用するが、盛夏などには冷やした緑茶や麦茶などを使用し、冷たい食感を楽しみながら食べる人もいる。この食べ方は昭和期からTVなどで紹介され、平成期に入っても冷やし茶漬けとして紹介された。
古くから食べられていたのは、白湯を掛けたもの、いわゆる湯漬けである。また、冷たい水を掛けたもの、いわゆる水飯も古くからあった。いつ頃から食べられていたのは判らないが、平安時代に書かれた文学作品にも登場することから、少なくともそれよりは古くからあったものと考えられる（詳しくは「湯漬けと水飯」の節を参照）。そして、名の由来の通りに熱い茶を掛けたものも古くから食べられているが、こちらは番茶などが広く普及した江戸時代中頃以降になって広く食べられるようになったもので、比較的新しい（詳しくは「茶漬けの歴史」の節を参照）。
江戸時代後期に刊行された江戸名所図会に「看板の八八茶漬は人皆の八百八町しれる江戸桝」、「客こんで出す廣ぶたの鉢合せ八八茶漬もうれる江戸桝」がみえ、江戸では六十四文をもじった「八八」が茶漬屋の看板に記され、通称で八八茶漬と呼ばれ繁盛したことが窺える。
現在茶漬けは様々なシチュエーションで食べられている。その手軽さから軽食として食べるのは言うまでもなく、豪勢なご馳走を食べた後の後口をさっぱりさせるため、宴会などの締めの料理として、また山岳食としても長らく親しまれている。なお、山岳などで食べる場合など、炊飯から比較的長い時間経った御飯を急いで食べる時などでは、冷えて固くなった飯（デンプンがベータ化した飯）をなるべく美味しく食べるために、飯だけを詰めた弁当箱に保温しておいた熱い茶などを掛ける人も見られる。

### インスタント茶漬けの影響
インスタント食品の茶漬けが市販されたのは、1952年のことである（詳しくは「インスタント茶漬け」の節を参照）。このインスタント茶漬けの普及に伴い、市販のインスタント茶漬けのみを小さい頃から食べ慣れている昭和末期生まれ以降の世代の中には、御飯にインスタント食品の同製品でなく塩気のない「お茶」をかけるのを好まない者、知らない者もいる。ただ1990年代以降に日本で発生した朝粥ブームもあって、粥の類似料理である茶漬けに凝る人も現れた。

## 歴史

### 湯漬けと水飯
飯に水や湯、汁を掛けるという供食方法は、日本への稲作、米食文化伝来とともに始まったであろうと考えられているが、当時の記録などは発見されておらず、いつ頃から始まったのか、実際には定かではない。しかしながら、例えば乙巳の変の折、最初に蘇我入鹿の暗殺を命じられた者が宮中に赴く前、水をかけた飯を飲み込んだ、という逸話からも、相当古くから存在したであろうことは窺い知ることができる。そして時代が下った平安時代には、『枕草子』や『源氏物語』などの文学作品にも湯漬けが登場する。また、冷や飯に水をかけたものは「水飯」（すいはん）と言い、『源氏物語』でも光源氏が食べたという記述がある。さらに、『今昔物語』や『宇治拾遺物語』には、肥満に悩む貴族・三条中納言と湯漬け・水飯の逸話が登場する。医師に減量の方法を尋ねた中納言は、湯漬けと水飯を食べて食事量を制限する方法を勧められる。しかし、鮎の熟れ鮨や、ウリの干物で水飯を食べたところ、あまりの美味さに食べ過ぎて余計に太ってしまったとされる。
湯漬けと水飯が広く食べられていた当時、炊いた飯は、お櫃に移してから食すのが一般的だった。現在のように炊き上がった飯を保温する技術は無く、炊き立ての飯も時間の経過とともに冷える一方であった。温度の下がった冷や飯はデンプンのベータ化と乾燥によって硬化し、炊き立ての食感は失われてしまう。この冷えてしまった飯を美味しく食べる手段としても、特に熱い湯を掛けて飯を温めたり水分を補う湯漬けは非常に有用であった。また、腐敗が始まった米飯であっても一度表面を洗い流せば食用とできることから、経済性の面からも有効な手段であったと考えられる。鎌倉時代から戦国時代末期まで、特に冬季において武士は湯漬けを常食としていたとされる。
湯漬けと水飯は身分の低い者だけが食べたわけではなく、室町幕府の将軍足利義政も昆布や椎茸で出汁を取った湯を水で洗った飯にかける湯漬け（現在で言う出汁茶漬け）を特に好んだとされる。織田信長なども手早く食べられる湯漬けを好み、出陣の前には湯漬けを食べたという話がある。
近・現代では、作家・林芙美子が随筆『朝御飯』において「「飯」を食べる場合は、焚きたての熱いのに、梅干をのせて、冷水をかけて食べるのも好き。」と書いている。さらに現在も、山形県の郷土料理として、洗った飯に冷水をかけて食べる「水まま」が残っている。

### 茶漬けの歴史
茶漬けの始まりは、番茶や煎茶が普及し、茶が庶民の嗜好品として定着した江戸時代中期以降と言われている。煎茶には若干のグルタミン酸ナトリウム（うまみ成分）が含まれており、煎茶独特の芳香と相まって白湯を掛ける湯漬けより美味である。ただし、庶民においては、番茶をかけるのが一般的であった。
今日の茶漬けの直接の始祖は、当時商家に奉公していた使用人（奉公人）らが、その仕事の合間に食事を極めて迅速に済ませる為にとった食事法であると言われている。当時の奉公人らは一日の殆どを労働に充てており、また食事時間も上役に管理されていたため、自然とこのような食事形態が発生した。奉公先の質素な食事の中で漬け物は、奉公人にとって自由に摂れるほぼ唯一の副菜（おかず）であり、巨大なサイズの大鉢などに山のように盛られることが多かった。そのことも茶漬けという食形態の定着に大いに関係したと推測される。未だ現在のように炊き上がった飯を保温する技術が無かったこともあり、冷えてしまった飯を美味しく食べる手段として、また手早く食事を済ませる手段として、湯漬けなどと同様に、茶漬けはその利便性から非常に重宝され普及した。
また、元禄時代の頃より茶漬けを出す店として「茶漬屋」も出現し、庶民のファストフードとして広く親しまれた。江戸時代後期に刊行された江戸名所図会に「看板の八八茶漬は人皆の八百八町しれる江戸桝」、「客こんで出す廣ぶたの鉢合せ八八茶漬もうれる江戸桝」がみえ、江戸では六十四文をもじった「八八」が茶漬屋の看板に記され、通称で八八茶漬と呼ばれ繁盛したことが窺える。ただし、茶漬屋は簡単な食事をする場所という位置付けであって、茶漬けだけが出されていたわけではない。横浜美術館に常設展示されている開国初期（江戸時代末期）の写真のうち三島宿を写したものは、街道に茶漬屋がひしめいていた様子が記録されている。

### インスタント茶漬け

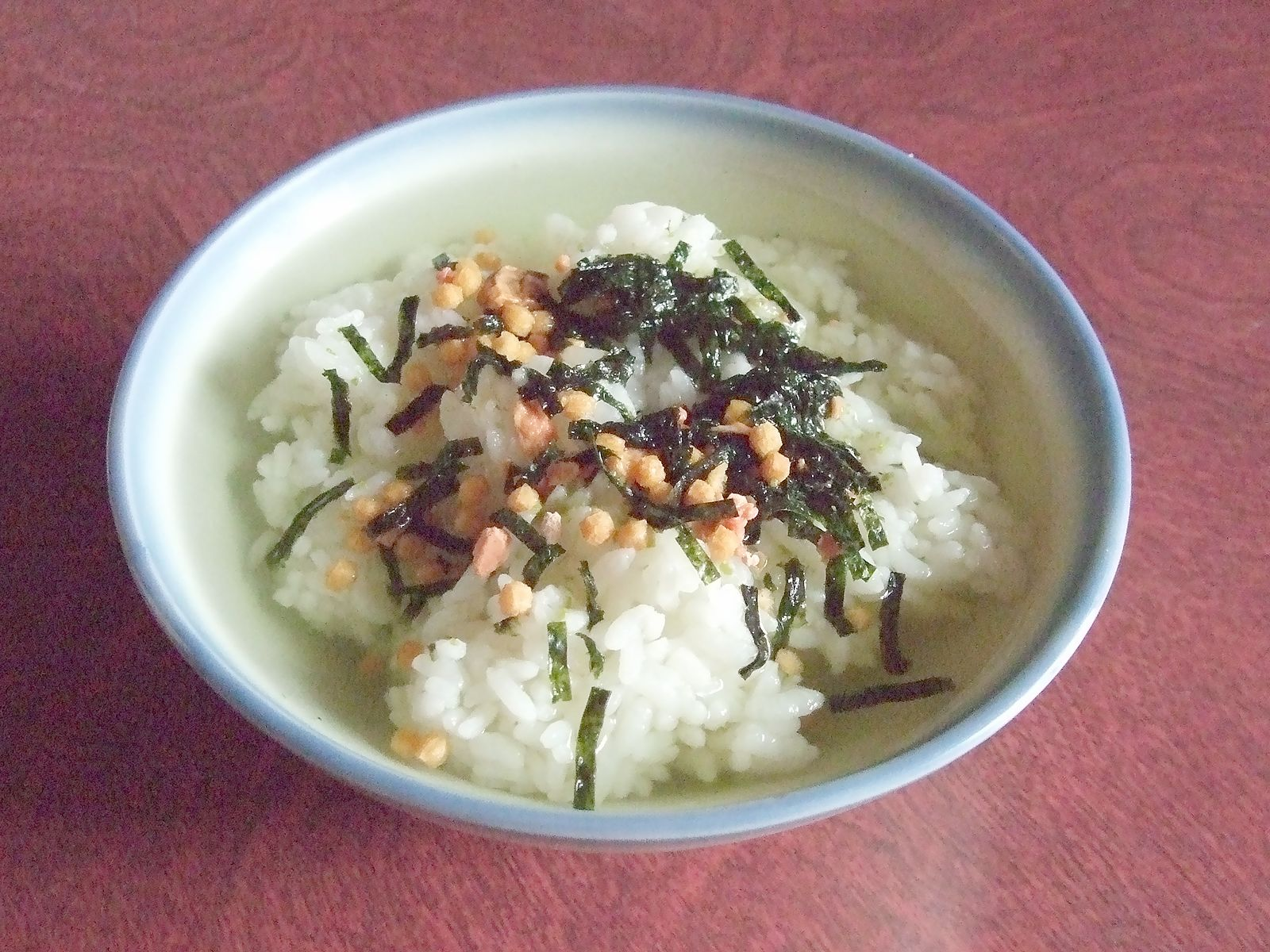
インスタント茶漬けの例。永谷園のさけ茶づけ（袋入り）を炊いたご飯の上にかけて湯を注いだ状態。

1952年にインスタント食品の茶漬けである、永谷園の「お茶づけ海苔」が考案、発売された（ただし永谷園の会社設立は翌年である）。その後広まっていきコンビニエンスストアやスーパーマーケットの定番商品の一つになった。業界のシェアは1位の永谷園が約8割を占める。
これらは乾燥させた具（かやく）と茶（抹茶）や出し汁の粉末を混ぜたもので、小袋に入っており、袋の中身をご飯の上にかけて湯を注ぐとそのまま茶漬けになるという簡便な製品である。抹茶を含むためお湯を注ぐと見た目は煎茶同様緑色になるが、出し汁が入っているため塩味があり、おかずを別途に用意する必要がない。
具には海苔とあられを用いているが、あられについては乾燥剤を兼ねる目的もあった。後に具材のバリエーションは増えるが、海苔とあられを用いることだけは踏襲された。
他のメーカーでは、丸美屋食品、白子のり、浜乙女、マルハニチロなどがお茶づけ製品を販売しているが、ほとんどの製品において、永谷園に倣って、海苔とあられは定番の具材となっている。
高級志向の商品ではフリーズドライ製法のものも見られる。また、最中の皮によって茶漬けの具を包み、これを飯の上に乗せ湯を注げば茶漬けになる「お茶漬け最中」、カップ麺のように、具とご飯がカップ内に入っていて、そのカップに湯を注ぐだけで食べられる製品もある。

## 茶漬けにまつわる儀礼
茶漬けは京都弁でぶぶ漬けとも呼ばれるが、京都で他人の家を訪問した時に「ぶぶ漬けでもどうどすか」と勧められたり出されたりした場合、たいていは暗に帰宅を催促しているという話も存在する。ただし、大正時代創業の京都市中京区にある茶漬けで知られる飲食店「丸太町十二段家」3代目店主・秋道賢司は「実際にそういう人に会ったことがない」と語っている。江戸時代の小噺にそのような噺が見られ、創業300年の香老舗「松栄堂」社長の畑正高は「京都の者が茶漬けを良く食べることを、大阪の者が風刺して創作したのでは」と見ている。一方、関西外国語大学名誉教授の堀井令以知は「祖母が挨拶として使っていた」と述べており「確たる史料、文献は見たことがないが、江戸から明治ごろには日常的に使われたと推測されます」としている。
日本経済新聞でも「ぶぶづけでもおあがりやす」に「もう帰ってくれないかな」との意味がこもっているというのは落語の中の話で、実際「ぶぶづけでも～」と言うのはごくごく親しい相手に限られるとされている。
これに関連した小噺としては、江戸時代の「一のもり」（安永4年、1775年）に収録された『会津』が元々の噺のようで、十返舎一九の「江戸前噺鰻」（文化5年、1808年）には『茶漬』として紹介されている。大阪では天保年間（1830 - 1844年）のネタ帳に『京の茶漬』として記載がある。原本は江戸のものであるが、題目としては有名でなかった噺のためか演目記録は少なく、戦前期の新聞雑誌等での紹介も少ない。桂米朝が同演目を復興させたことにより、そのような文化とともに「京の茶漬け」「京のぶぶ漬け」が広く知られるようになった。

## 茶漬けに類似した料理

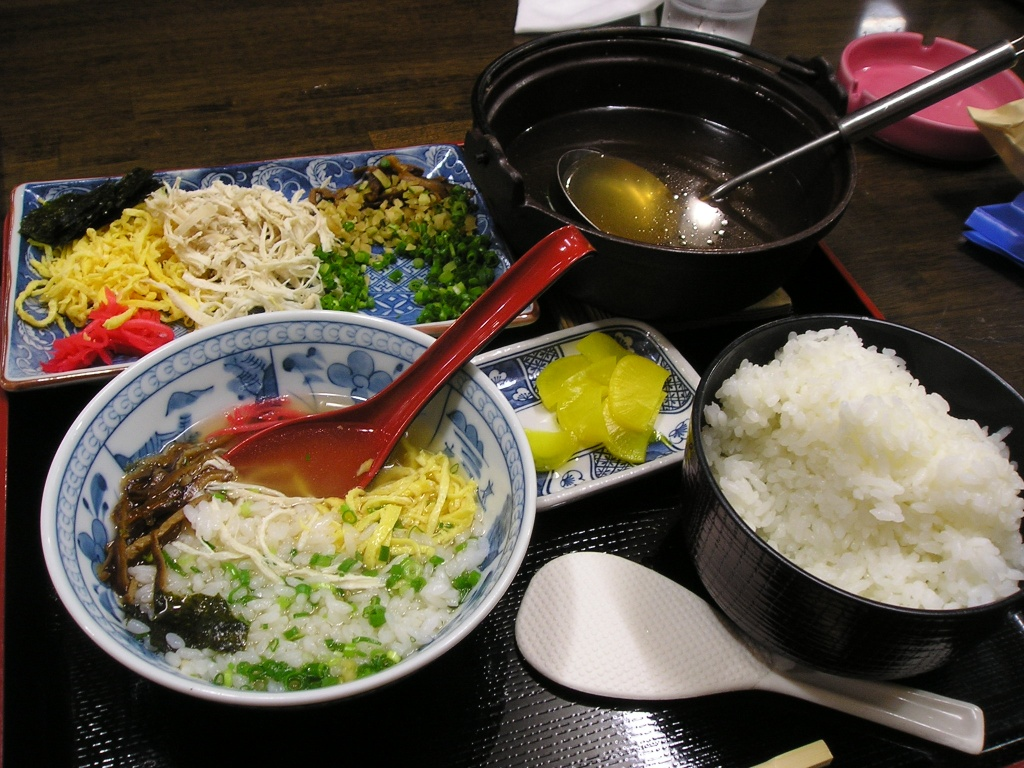
奄美大島の鶏飯

室町時代末期頃には芳飯（法飯とも書く）という料理が出現した。これは白飯もしくは混ぜご飯に各種の具材を乗せ、その上から出汁をかけた料理である。正式な本膳料理や精進料理にも供され、おかわりする事も可能な料理であった。現在でも長野県善光寺等で精進料理の一種として供されたり、鹿児島県の奄美大島には鶏飯（けいはん）、沖縄県には菜飯（セーファン）という芳飯に類似した料理が残されている。

## 茶漬けにまつわる雑学
- 江戸時代の高級料亭八百善では一杯一両二分（だいたい10万円に相当する値段）という高額な茶漬けを客に出したことがある。上記の通り当時はファストフードであった茶漬けの提供を要求された八百善は、茶漬けに合う水を飛脚を使って多摩川の上流から取ってこさせたため、このような値段になったという話がある[16]。
- 森鷗外の長女である森茉莉が『記憶の絵』というエッセイで明かしているところによれば、大の甘党であった森鴎外は饅頭を具とする饅頭茶漬けを旨そうに食べていたとされる。これは饅頭を4つ位に割って御飯の上に載せ、そこに煮えたぎった煎茶を掛けたものである。また、森鴎外の妹である小金井喜美子が『鴎外の思い出』で述べているところによれば、焼いた餅を醤油に浸したものを御飯の上に乗せて、そこにほうじ茶をたっぷりと掛けた、餅茶漬けを食べたとされている。
- 茶漬けはジャンルを問わず様々な作品にも登場する料理（それだけ普及した料理）である。例えば、昭和初期の風俗を描いた永井荷風の『濹東綺譚』においては、玉の井の私娼が、配達されたお櫃入りの冷や飯とアルミ鍋に盛られた薩摩芋の煮付けを食べるに当り、火鉢に掛けたアルミ鍋の薩摩芋、山盛りの沢庵とともに茶漬けをさらさら掻きこむ描写が幾度にも渡って描かれている。さらには、1952年には小津安二郎が監督をした『お茶漬の味』という映画が公開されたように、茶漬けが作品名にまで登場する例も見られる。他、例えば落語には『茶漬け間男』『茶漬け閻魔』といった作品もある。
- 「茶漬け」が出てくる諺も幾つか知られている。「朝腹に茶漬け」とは、物事が少しもこたえないこと。「茶漬けにひしこの望み」とは、ささやかな望みのこと。などがある。
- 茶漬けを嫌う習俗も存在する。トンネル掘削工事の作業員や職員、炭坑の坑夫などは、御飯に茶や汁をかける「茶漬け」や「汁かけ飯」を縁起が悪いとして避けており、家族にも食べさせることを禁じている場合がある。これは茶や汁をかけたときに御飯が崩れる様が、切羽の崩落や山の落盤を想像させるからである[17]。このようにトンネル掘削の作業員が「茶漬け」「汁かけ飯」を忌み嫌うことは、テレビドラマ『黒部の太陽』でも描写されている。
- 「茶漬けにかけるのはお茶かお湯か」という論争があるが、そもそも茶漬けはご飯に茶をかける料理であるためかけるのは茶が正しい。なお、永谷園などの食品メーカーが販売している「お茶漬けの素」には抹茶が含まれているため、湯を注ぐだけでお茶漬けを作ることができる。